# Tabernaemontana
Tabernaemontana Plum. ex L., 1753 è un genere di piante floreali della famiglia delle Apocinacee.
Il nome del genere è un omaggio al botanico tedesco Jacobus Theodorus Tabernaemontanus (1522–1590).

## Descrizione
Queste piante sono cespugli e piccoli alberi che crescono fino a 1 -10 metri.
Le foglie sono sempreverdi, disposte una opposta all'altra sullo stelo, lunghe da 3 a 25 centimetri, con linfa lattiginosa.
I fiori sono fragranti, bianchi, da 1 a 5 centimetre di diametro.

## Ecologia
T. divaricata è la pianta nutrice dei bruchi della sfinge dell'oleandro.

## Distribuzione e habitat
Il genere ha una distribuzione pantropicale, trovandosi in Asia, Africa, Australia, Nordamerica, Sudamerica e in un'ampia gamma di isole oceaniche.

## Tassonomia
Il genere comprende le seguenti specie:

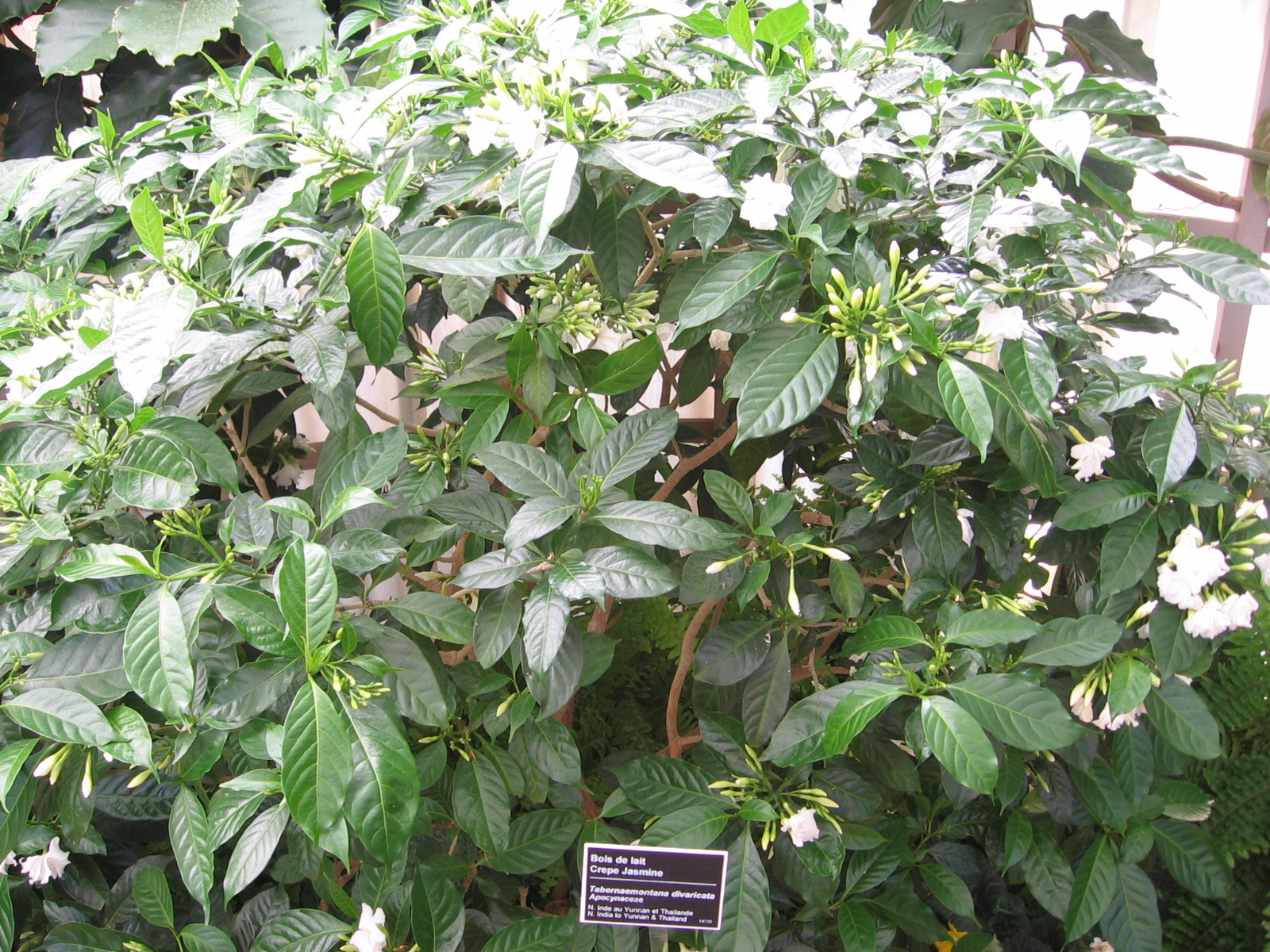
T. divaricata

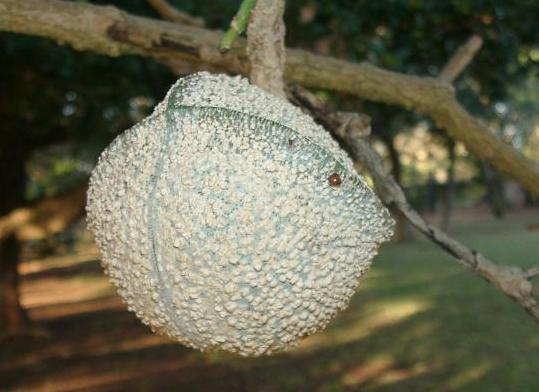
T. elegans

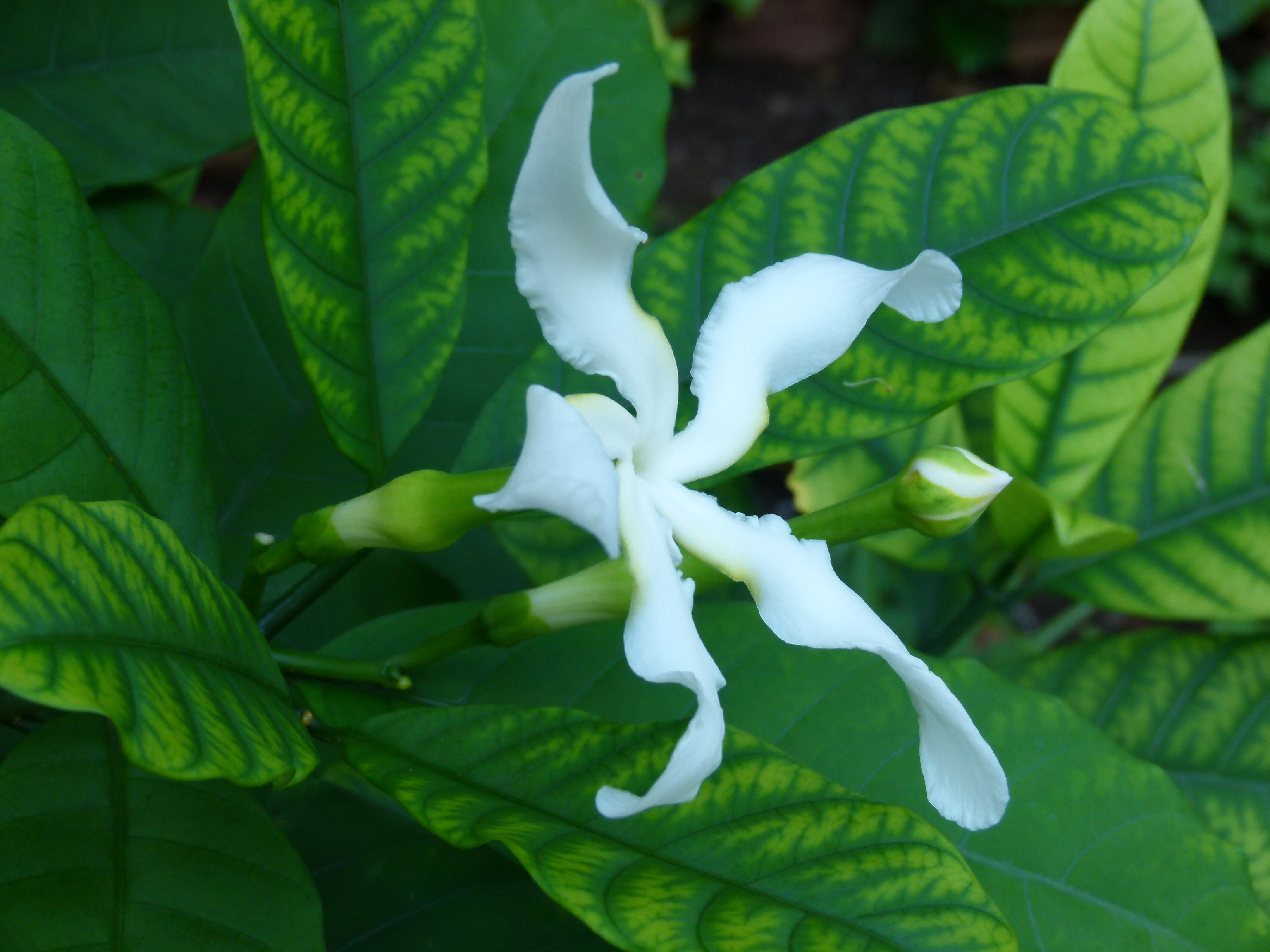
T. pachysiphon

- Tabernaemontana abbreviata (J.F.Morales) A.O.Simões & M.E.Endress
- Tabernaemontana africana Hook.
- Tabernaemontana alba Mill.
- Tabernaemontana alfaroi Donn.Sm.
- Tabernaemontana allenii (Woodson) A.O.Simões & M.E.Endress
- Tabernaemontana alternifolia L.
- Tabernaemontana amplifolia L.Allorge
- Tabernaemontana amygdalifolia Jacq.
- Tabernaemontana angulata Mart. ex Müll.Arg.
- Tabernaemontana antheonycta Leeuwenb.
- Tabernaemontana apoda C.Wright
- Tabernaemontana arborea Rose
- Tabernaemontana attenuata (Miers) Urb.
- Tabernaemontana aurantiaca Gaudich.
- Tabernaemontana bouquetii (Boiteau) Leeuwenb.
- Tabernaemontana bovina Lour.
- Tabernaemontana brachyantha Stapf
- Tabernaemontana brachypoda K.Schum.
- Tabernaemontana brasiliensis (Leeuwenb.) A.O.Simões & M.E.Endress
- Tabernaemontana bufalina Lour.
- Tabernaemontana calcarea Pichon
- Tabernaemontana capuronii Leeuwenb.
- Tabernaemontana catharinensis A.DC.
- Tabernaemontana cerea (Woodson) Leeuwenb.
- Tabernaemontana cerifera Pancher & Sebert
- Tabernaemontana chamelensis L.O.Alvarado & Lozada-Pérez
- Tabernaemontana chocoensis (A.H.Gentry) Leeuwenb.
- Tabernaemontana ciliata Pichon
- Tabernaemontana citrifolia L.
- Tabernaemontana coffeoides Bojer ex A.DC.
- Tabernaemontana columbiensis (L.Allorge) Leeuwenb.
- Tabernaemontana contorta Stapf
- Tabernaemontana cordata Merr.
- Tabernaemontana coriacea Link ex Roem. & Schult.
- Tabernaemontana corymbosa Roxb. ex Wall.
- Tabernaemontana crassa Benth.
- Tabernaemontana crassifolia Pichon
- Tabernaemontana crispiflora K.Schum.
- Tabernaemontana cumata Leeuwenb.
- Tabernaemontana cuspidata Rusby
- Tabernaemontana cymosa Jacq.
- Tabernaemontana debrayi (Markgr.) Leeuwenb.
- Tabernaemontana dichotoma Roxb. ex Wall.
- Tabernaemontana disticha A.DC.
- Tabernaemontana divaricata (L.) R.Br. ex Roem. & Schult.
- Tabernaemontana donnell-smithii Rose
- Tabernaemontana eglandulosa Stapf
- Tabernaemontana elegans Stapf
- Tabernaemontana eubracteata (Woodson) A.O.Simões & M.E.Endress
- Tabernaemontana eusepala Aug.DC.
- Tabernaemontana eusepaloides (Markgr.) Leeuwenb.
- Tabernaemontana flavicans Roem. & Schult.
- Tabernaemontana fragrans Jongkind
- Tabernaemontana gamblei Subr. & A.N.Henry
- Tabernaemontana glabra (Benth.) A.O.Simões & M.E.Endress
- Tabernaemontana glandulosa (Stapf) Pichon
- Tabernaemontana grandiflora Jacq.
- Tabernaemontana granulosa Pit.
- Tabernaemontana hallei (Boiteau) Leeuwenb.
- Tabernaemontana hannae (M.Méndez & J.F.Morales) A.O.Simões & M.E.Endress
- Tabernaemontana heterophylla Vahl
- Tabernaemontana humblotii (Baill.) Pichon
- Tabernaemontana hystrix Steud.
- Tabernaemontana inconspicua Stapf
- Tabernaemontana laeta Mart.
- Tabernaemontana lagenaria Leeuwenb.
- Tabernaemontana laurifolia L.
- Tabernaemontana leeuwenbergiana J.F.Morales
- Tabernaemontana letestui (Pellegr.) Pichon
- Tabernaemontana linkii A.DC.
- Tabernaemontana litoralis Kunth
- Tabernaemontana longipes Donn.Sm.
- Tabernaemontana lorifera (Miers) Leeuwenb.
- Tabernaemontana macrocalyx Müll.Arg.
- Tabernaemontana macrocarpa Jack
- Tabernaemontana markgrafiana J.F.Macbr.
- Tabernaemontana maxima Markgr.
- Tabernaemontana mixtecana L.O.Alvarado & Juárez-Jaimes
- Tabernaemontana mocquerysi Aug.DC.
- Tabernaemontana muricata Link ex Roem. & Schult.
- Tabernaemontana oaxacana (L.O.Alvarado) A.O.Simões & M.E.Endress
- Tabernaemontana ochoterenae L.O.Alvarado & S.Islas
- Tabernaemontana ochroleuca Urb.
- Tabernaemontana odoratissima (Stapf) Leeuwenb.
- Tabernaemontana oppositifolia (Spreng.) Urb.
- Tabernaemontana ovalifolia Urb.
- Tabernaemontana pachysiphon Stapf
- Tabernaemontana palustris Markgr.
- Tabernaemontana panamensis (Markgr., Boiteau & L.Allorge) Leeuwenb.
- Tabernaemontana pandacaqui Poir.
- Tabernaemontana pauciflora Blume
- Tabernaemontana pauli (Leeuwenb.) A.O.Simões & M.E.Endress
- Tabernaemontana peduncularis Wall.
- Tabernaemontana penduliflora K.Schum.
- Tabernaemontana persicariifolia Jacq.
- Tabernaemontana peschiera ined.
- Tabernaemontana phymata Leeuwenb.
- Tabernaemontana polyneura (King & Gamble) D.J.Middleton
- Tabernaemontana psorocarpa (Pierre ex Stapf) Pichon
- Tabernaemontana remota Leeuwenb.
- Tabernaemontana retusa (Lam.) Pichon
- Tabernaemontana riverae L.O.Alvarado & V.Saynes
- Tabernaemontana robinsonii (Woodson) A.O.Simões & M.E.Endress
- Tabernaemontana rostrata Wall.
- Tabernaemontana rupicola Benth.
- Tabernaemontana salomonensis (Markgr.) Leeuwenb.
- Tabernaemontana salzmannii A.DC.
- Tabernaemontana sambiranensis Pichon
- Tabernaemontana sananho Ruiz & Pav.
- Tabernaemontana sessilifolia Baker
- Tabernaemontana simulans (J.F.Morales & Q.Jiménez) A.O.Simões & M.E.Endress
- Tabernaemontana siphilitica (L.f.) Leeuwenb.
- Tabernaemontana solanifolia A.DC.
- Tabernaemontana sphaerocarpa Blume
- Tabernaemontana stapfiana Britten
- Tabernaemontana stellata Pichon
- Tabernaemontana stenoptera (Leeuwenb.) A.O.Simões & M.E.Endress
- Tabernaemontana stenosiphon Stapf
- Tabernaemontana ternifolia D.J.Middleton
- Tabernaemontana thurstonii Horne ex Baker
- Tabernaemontana tomentosa (Greenm.) A.O.Simões & M.E.Endress
- Tabernaemontana undulata Vahl
- Tabernaemontana vanheurckii Müll.Arg.
- Tabernaemontana ventricosa Hochst. ex A.DC.
- Tabernaemontana venusta (J.F.Morales) A.O.Simões & M.E.Endress
- Tabernaemontana wullschlaegelii Griseb.

## Usi
La cultivar T. divaricata con fiori a doppio petalo è una popolare pianta ornamentale.
Alcune specie del genere Tabernaemontana sono usate come additivi alla bevanda psichedelica Ayahuasca; si sa che il genere contiene ibogaina (ad esempio nella specie T. undulata), conolidina e voacangina (nella specie T. africana).
I preparati a base di T. sananho sono utilizzati nelle medicine primitive per trattare lesioni oculari e come ansiolitico e la specie T. heterophylla è utilizzata per trattare la demenza senile.
La conolidina può essere sviluppata come nuova classe di antidolorifici.